# NGC 6945
NGC 6945 este o galaxie situată în constelația Vărsătorul. A fost descoperită în 12 iulie 1864 de către Albert Marth. Se află la o distanță de 55 de megaparseci de Pământ.